# Marathon (Neoton-album)
A Marathon a Neoton Família 1980-as nagylemeze. A címdalt a marathóni csata emlékére írták. A magyar kiadáshoz mellékletként betétlap tartozik. Az angol változat külföldön is Marathon címmel jelent meg, az NSZK-ban viszont a Listen To Me címet kapta.

## Megjelenések
| Ország       | Formátum | Sorszám    | Kiadó  | Év   |
| ------------ | -------- | ---------- | ------ | ---- |
| Magyarország | LP       | SLPX 17637 | Pepita | 1980 |
| Magyarország | MC       | MK 17637   | Pepita | 1980 |

- Don Quijote
- Egy huszas elég
- Marathon
- Körbenjárás
- Nézz rá!
- A felügyelő
- Apám szólt
- Hova menjek?
- Nehéz úgy
- Te Quiero

## Közreműködők
- Baracs János – basszusgitár
- Bardóczi Gyula – dobok, ütőhangszerek
- Csepregi Éva – vokál, ének
- Jakab György – billentyűs hangszerek, vokál
- Pál Éva – ének, vokál
- Pásztor László – billentyűs hangszerek, vokál, gitár
- Végvári Ádám – ének, gitár
- Bognár József – hegedű
- Deseő Csaba – hegedű
- Dés László – szaxofon
- Friedrich Károly – harsona
- Gróf Zoltán – trombita
- Papp János – hegedű
- Párkányi István – hegedű
- Ruzicska Tamás – ütőhangszerek
- Sípos András – ütőhangszerek
- Várnagy Mihály – hegedű